# Chó Petit Basset Griffon Vendéen
Chó Petit Basset Griffon Vendéen, còn được gọi với cái tên viết tắt PBGV, là một giống chó của loại chó săn mùi, được lai tạo để truy bắt thỏ rừng trong địa hình rừng mâm xôi của quận Vendée, Pháp.

## Sức khỏe
Câu lạc bộ Chăm sóc Chó Anh đã tiến hành một cuộc khảo sát sức khỏe của giống chó Basset Griffon Vendéens (cả hai loại Petit và Grand được kết hợp) vào năm 2004. Câu lạc bộ Petit Basset Griffon Vendéen (PBGV) của Hoa Kỳ đã tiến hành hai cuộc điều tra sức khỏe, một cuộc khảo sát năm 1994 và một cuộc khảo sát vào năm 2000. Câu lạc bộ hiện đang tiến hành một cuộc khảo sát khác. Đây rõ ràng là những cuộc điều tra sức khỏe hoàn chỉnh hoặc đang diễn ra cho Basset Griffon Vendéens (tính đến tháng 7 năm 2007).

### Tuổi thọ
Tuổi thọ trung bình của PBGV trong cuộc khảo sát năm 2000 của Câu lạc bộ Hoa Kỳ là 12,7 năm (độ lệch chuẩn 3.9). Phạm vi khảo sát không rõ ràng, nhưng nó có vẻ là 45 con chó. Không có dữ liệu tuổi thọ được thu thập trong cuộc khảo sát năm 1994. Không có thông tin về nguyên nhân tử vong.
Tuổi thọ trung bình của 76 cá thể chó Basset Griffon Vendéens (cả hai giống) đã qua đời trong cuộc khảo sát của Câu lạc bộ Chăm sóc Anh năm 2004 là 12,1 năm (tối đa 17,3 năm). Nguyên nhân gây tử vong hàng đầu là ung thư (33%), tuổi già (24%) và tim (7%).
So với tuổi thọ khảo sát của các giống khác có kích thước tương tự, Basset Griffon Vendéens có tuổi thọ trung bình hoặc cao hơn một chút so với tuổi thọ trung bình.